# Comitato statale per lo stato di emergenza
Il Comitato statale per lo stato di emergenza in Unione Sovietica (in russo Государственный комитет по чрезвычайному положению в СССР, ГКЧП СССР?, Gosudarstvennyj komitet po črezvyčajnomu položeniju v SSSR, GKČP SSSR), conosciuto anche come Banda degli Otto, è stato un organo autoproclamato in Unione Sovietica attiva dal 18 al 21 agosto 1991 e responsabile del Putsch di agosto. Comprendeva un certo numero di alti funzionari del governo sovietico che si opponevano alla politica della perestrojka perseguita dal presidente dell'URSS Michail Gorbačëv, nonché alla firma di un nuovo trattato d'unione e alla trasformazione dell'URSS nell'Unione degli Stati Sovrani. I principali oppositori del GKČP erano i sostenitori del presidente della RSFS Russa Boris El'cin, che dichiarò incostituzionali le azioni dei membri del Comitato. Dopo la sconfitta e l'auto-scioglimento del GKČP, le loro azioni furono condannate dalle autorità legislative ed esecutive dell'URSS, della RSFSR e di un certo numero di altre repubbliche sovietiche, e qualificate come un colpo di Stato. Nella storiografia, l'insieme degli eventi tra il 18 e il 21 agosto 1991 è stato definito "Putsch di agosto" (in russo Августовский путч?, Avgustovskij putč).
Dal 22 al 29 agosto 1991, gli ex membri del disciolto GKČP e i loro collaboratori furono arrestati, ma dal giugno 1992 al gennaio 1993 furono tutti rilasciati a condizione di non lasciare la neonata Federazione Russa. Nell'aprile 1993 iniziò il processo e il 23 febbraio 1994 gli imputati nel caso GKČP furono amnistiati dalla Duma di Stato nonostante l'obiezione di El'cin. Uno degli imputati, Valentin Varennikov, rifiutò l'amnistia e continuò il processo, alla fine vinto da lui.

## Storia

### Formazione del Comitato
All'inizio del 1991, la situazione in Unione Sovietica era critica: gli organi centrali avevano iniziato a perdere il controllo sulle Repubbliche sovietiche, il Paese era sull'orlo della disgregazione e la dirigenza aveva iniziato a porre la questione della dichiarazione dello stato di emergenza. Già nel dicembre 1990 il presidente dell'URSS Michail Gorbačëv aveva incaricato il presidente del KGB Vladimir Aleksandrovič Krjučkov di preparare un progetto di risoluzione sull'introduzione dello stato di emergenza in Unione Sovietica.

Dalla "Conclusione sui materiali dell'indagine sul ruolo e sulla partecipazione dei funzionari del KGB dell'URSS agli eventi del 19-21 agosto 1991" è stato riportato che:
[…] nel dicembre 1990, il presidente del KGB dell'URSS Krjučkov V. A. incaricò l'ex vice capo della PGU del KGB dell'URSS Žizin V. I. e l'assistente dell'ex primo vicepresidente dell'URSS KGB Gruško V. F., Egorov A.G., di lavorare a possibili misure primarie per stabilizzare la situazione nel Paese in caso di stato di emergenza. Dalla fine del 1990 all'inizio dell'agosto 1991, Krjučkov V. A., insieme ad altri futuri membri del GKČP, avevano adottato possibili misure politiche e di altro tipo per introdurre uno stato di emergenza nell'URSS con metodi costituzionali. Non avendo ricevuto il sostegno del presidente dell'URSS e del Soviet Supremo dell'URSS, dall'inizio di agosto 1991 avevano iniziato ad attuare misure specifiche per preparare l'introduzione di uno stato di emergenza con metodi illegali.
Dal 7 al 15 agosto, Krjučkov V. A. tenne ripetutamente incontri con alcuni membri del futuro GKČP presso la struttura segreta del PGU KGB dell'URSS, nome in codice "ABC". Nello stesso periodo, Žizin V. I. e Egorov A.G., sotto la direzione di Krjučkov, corressero i documenti di dicembre sui problemi dell'introduzione dello stato di emergenza nel Paese. Essi, con la partecipazione dell'allora comandante delle forze aeree, il tenente generale Gračëv P. S., prepararono dati per Krjučkov V. A. sulla possibile reazione della popolazione del Paese all'introduzione di uno stato di emergenza nella forma costituzionale. Il contenuto di questi documenti fu poi riflesso in decreti ufficiali, ricorsi e ordinanze del GKČP. Il 17 agosto Žizin V. I. partecipò alla stesura della sintesi del discorso di Krjučkov V. A. da pronunciare alla televisione in caso di stato di emergenza.
I partecipanti alla cospirazione nelle varie fasi della sua attuazione avevano assegnato al KGB dell'URSS un ruolo decisivo nei seguenti compiti:
- Rimozione dal potere del presidente dell'URSS isolandolo;
- Bloccare i probabili tentativi del Presidente della RSFSR di resistere alle attività del GKČP;
- Istituzione di un controllo permanente sull'ubicazione dei capi delle autorità della RSFSR e di Mosca, dei deputati popolari dell'URSS, della RSFSR e del Consiglio comunale di Mosca noti per le loro opinioni democratiche, e personaggi pubblici di rilievo ai fini della loro successiva detenzione;
- Eseguire, insieme alle unità dell'esercito sovietico e alle unità del Ministero degli affari interni, l'assalto all'edificio del Soviet Supremo della RSFS Russa con il successivo internamento delle persone catturate al suo interno, compresa la leadership della Russia.

Dal 17 al 19 agosto, alcune forze speciali del KGB dell'URSS e forze speciali della PGU del KGB dell'URSS furono messe in massima allerta e ridistribuite in posti prestabiliti per partecipare, insieme a unità dell'esercito e del Ministero dell'interno, alle misure per garantire lo stato di emergenza. Il 18 agosto, il presidente dell'URSS Gorbačëv fu isolato in un luogo di riposo a Foros da dei gruppi di forze creati appositamente, mentre fu istituita una sorveglianza esterna per il presidente della RSFSR El'cin e altri membri dell'opposizione.

Gennadij Janaev affermò ripetutamente che i documenti del GKČP erano stati elaborati per conto di Gorbačëv. L'ultimo presidente del Soviet Supremo dell'URSS, Anatolij Luk'janov, e l'ex primo segretario del Comitato cittadino di Mosca del PCUS, Jurij Prokof'ev, affermarono che il prototipo del GKČP, il Comitato di emergenza, fu creato in una riunione con Gorbačëv il 28 marzo 1991 e aveva persino il proprio sigillo. Il comitato comprendeva tutti i futuri membri del GKČP, ad eccezione di Tizjakov e Starodubcev. Il capo della segreteria del KGB dell'URSS Valentin Sidak affermò che il sigillo del GKČP fu creato durante gli eventi dell'agosto 1991, quando sorse la questione dell'introduzione del coprifuoco a Mosca. Nell'agosto 2011, vent'anni dopo il putsch, Michail Gorbačëv dichiarò di aver conosciuto in anticipo i piani dei futuri membri del GKČP.
Valentin Varennikov ricordò in un articolo per il giornale delle Forze armate della Federazione Russa Krasnaja Zvezda:
Uno dei membri del comitato del 1991, Aleksandr Tizjakov, raccontò invece al canale televisivo Zvezda chi aveva effettivamente creato il GKČP.

#### Membri e posizioni politiche
Gli otto membri del GKČP erano:
- Gennadij Ivanovič Janaev (1937-2010), vicepresidente dell'Unione Sovietica
- Valentin Sergeevič Pavlov (1937–2003), primo ministro
- Boris Karlovič Pugo (1937–1991), ministro dell'interno
- Dmitrij Timofeevič Jazov (1924-2020), ministro della difesa e maresciallo dell'Unione Sovietica
- Vladimir Aleksandrovič Krjučkov (1924–2007), presidente del KGB
- Oleg Dmitrievič Baklanov (n. 1932-2021), membro del Consiglio di difesa
- Vasilij Aleksandrovič Starodubcev (1931-2011), presidente dell'Unione dei contadini
- Aleksandr Ivanovič Tizjakov (1926-2019), presidente dell'Unione delle imprese di stato

Nel suo primo appello, il GKČP valutò il sentimento generale in Unione Sovietica come molto scettico nei confronti del nuovo corso politico diretto allo smantellamento della struttura di governo federale altamente centralizzata del Paese e della regolamentazione statale dell'economia; condannò i fenomeni negativi che il nuovo corso aveva dato vita, a parere dei compilatori, come la speculazione e l'economia sommersa. Il GKČP proclamò che "lo sviluppo del Paese non deve basarsi su un calo del tenore di vita della popolazione" e promise un duro ristabilimento dell'ordine nel Paese e una soluzione ai principali problemi economici, senza però accennare a misure specifiche.

### Colpo di Stato

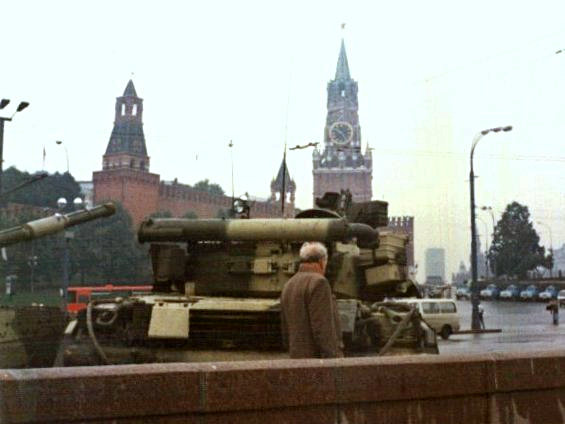
Carri armati T-80UD nei pressi della piazza Rossa durante il colpo di Stato del 1991.

Il 19 agosto 1991, la TASS emise nella notte dei comunicati nei quale si affermava l'incapacità di Gorbačëv di assolvere alle sue funzioni di presidente dell'URSS per motivi di salute e la sua sostituzione con il vice-presidente Gennadij Janaev, nonché la dichiarazione dello stato di emergenza su tutto il territorio dell'Unione Sovietica. I comunicati furono in seguito riportati dalla Radio pansovietica e dalla Televisione Centrale Sovietica tramite il telegiornale Vremja. Il GKČP si pose l'obiettivo di far uscire il Paese dalla crisi e di riportare l'ordine e la stabilità. Furono sospese le attività "contrarie alla Costituzione sovietica" dei Partiti, delle organizzazioni pubbliche e degli organi di potere, furono proibiti gli scioperi e il Comitato prese il controllo dei media.
Nel frattempo, a Mosca furono schierate le truppe dell'esercito sovietico, del KGB e dell'OMON che occuparono gli snodi principali, i pressi della Casa del Soviet Supremo della RSFS Russa e del Cremlino. Altre truppe furono dislocate anche vicino a Leningrado, Kiev, Tallinn, Tbilisi e Riga.
Il gruppo Al'fa del KGB circondò la dacia di campagna del presidente della RSFSR Boris El'cin nell'oblast' di Mosca, ma El'cin decise di andare comunque alla Casa Bianca di Mosca senza tuttavia essere bloccato. Alla Casa Bianca, El'cin si rifiutò di collaborare con il GKČP e dichiarò incostituzionali i suoi decreti.
Sotto la pressione dei manifestanti e dei sostenitori di El'cin, molti militari disertarono e schierarono i propri mezzi a difesa della Casa Bianca. El'cin si rivolse quindi ai suoi sostenitori e su uno dei carri armati incitò il popolo russo a disobbedire e a ribellarsi contro i golpisti.

Alle 17:00 a Mosca, il centro stampa del ministero degli affari esteri ospitò una conferenza stampa del GKČP, trasmessa in televisione. Durante la conferenza, i membri del comitato erano vaghi e le loro parole parevano delle scuse: Janaev disse che il corso della perestrojka sarebbe continuato e che Gorbačëv era in vacanza a Foros e nulla lo avrebbe minacciato. Janaev chiamò Gorbačëv ed espresse la speranza che dopo il riposo sarebbe tornato in servizio e avrebbero potuto lavorare insieme.

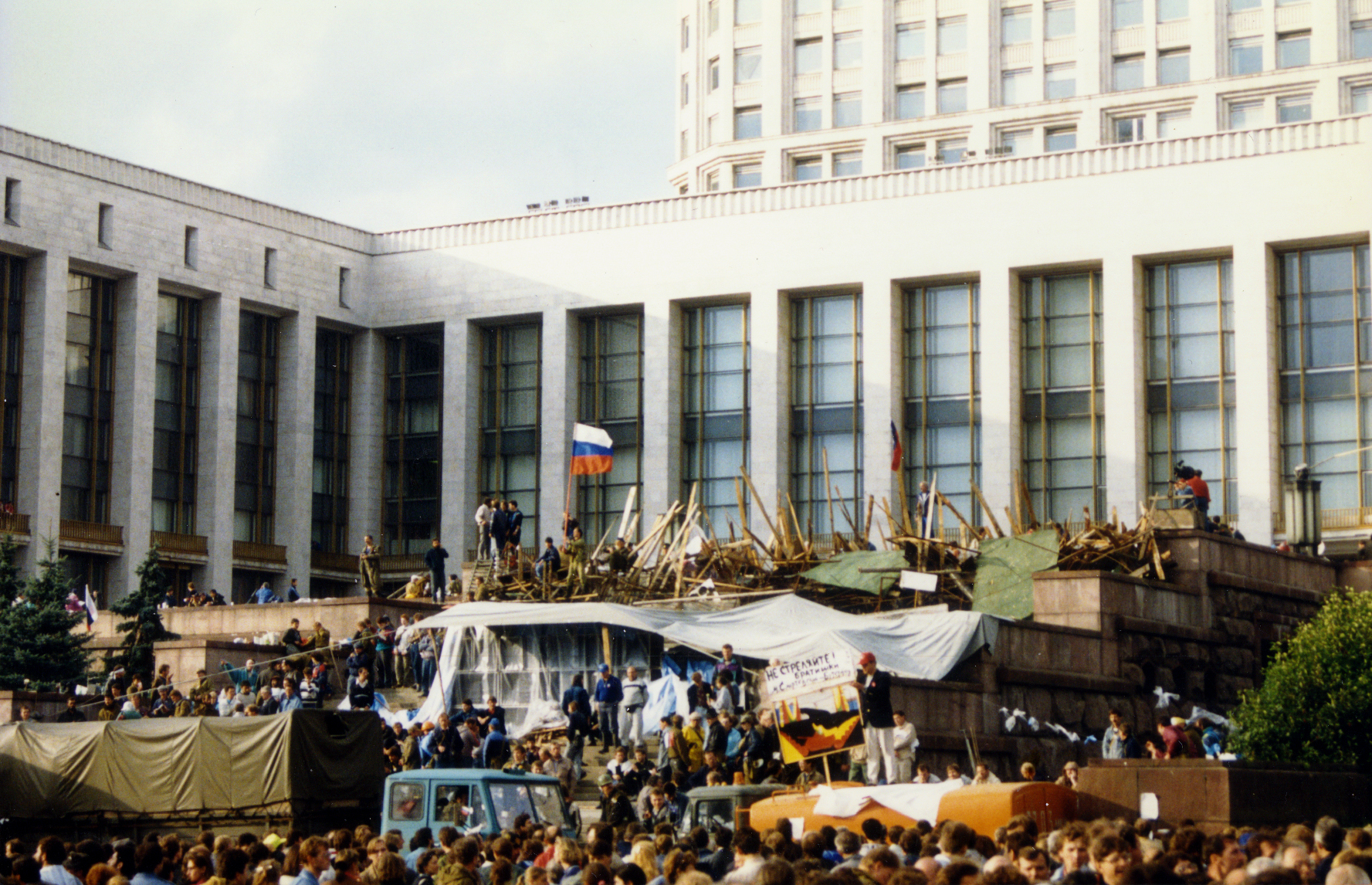
Barricate davanti all'ingresso della Casa Bianca di Mosca.

La resistenza al GKČP si concretizzò in manifestazioni a Mosca vicino alla Casa Bianca e al consiglio comunale, e a Leningrado vicino al Palazzo Mariinskij. El'cin emanò decreti che riassegnarono a lui le autorità esecutive sull'esercito dell'Unione mentre il generale Konstantin Kobec, nominato da El'cin ministro della difesa della RSFSR, emanò un decreto sul ritiro delle truppe da Mosca e sul loro ritorno ai luoghi di dispiegamento permanente.
Rendendosi conto della situazione a loro svantaggio, i membri del GKČP iniziarono la mattina del 20 agosto a preparare un'azione militare a Mosca.Fu quindi formato un quartier generale, guidato dal vice ministro della difesa dell'URSS e colonnello generale Vladislav Alekseevič Ačalov, e venne sviluppato e approvato un piano operativo per sequestrare la Casa Bianca con l'impiego dell'esercito. Uno dei membri dell'assalto doveva essere il generale Aleksandr Lebed', che poi accettò di partecipare all'operazione militare. 
In una riunione serale, il GKČP affermò che gli eventi nel Paese non si stavano sviluppando a favore del comitato e pertanto fu introdotto un governo presidenziale diretto in un certo numero di repubbliche e regioni sovietiche (Stati baltici, Moldavia, Armenia, Georgia, nelle regioni occidentali dell'Ucraina, a Leningrado e nell'oblast' di Sverdlovsk), e fu decisa la preparazione di proposte sulla composizione di un GKČP autorizzato che potevano essere inviate sul campo per attuare la linea politica della nuova leadership sovietica. Venne inoltre annunciato il coprifuoco a Mosca.
Intanto, nella tarda mattinata del 21 agosto, le truppe d'assalto si preparano a fare irruzione nella Casa Bianca e attesero l'ordine dal GKČP, ma nessun leader golpista volle assumersi la responsabilità dell'operazione e successivamente fu annullata. Inoltre, la maggior parte dei militari si rifiutò di eseguire gli ordini del GKČP e l'attività militare di quest’ultimo venne annullata. 
Il comandante in capo dell'aeronautica sovietica, il maresciallo Evgenij Ivanovič Šapošnikov, suggerì al ministro della difesa Jazov di ritirare le truppe da Mosca e di sciogliere il GKČP. Il 21 agosto, al collegio del ministero della difesa, quando Jazov cercò di chiamare all'ordine i suoi subordinati, Šapošnikov, il comandante delle forze aviotrasportate Gračëv, il comandante delle forze missilistiche strategiche Maksimov e il comandante della marina Černavin si opposero apertamente. Di conseguenza, la mattina del 21 agosto, Jazov diede l'ordine di ritirare le truppe da Mosca nei loro luoghi di dispiegamento permanente.

### Scioglimento del GKČP e arresto dei membri

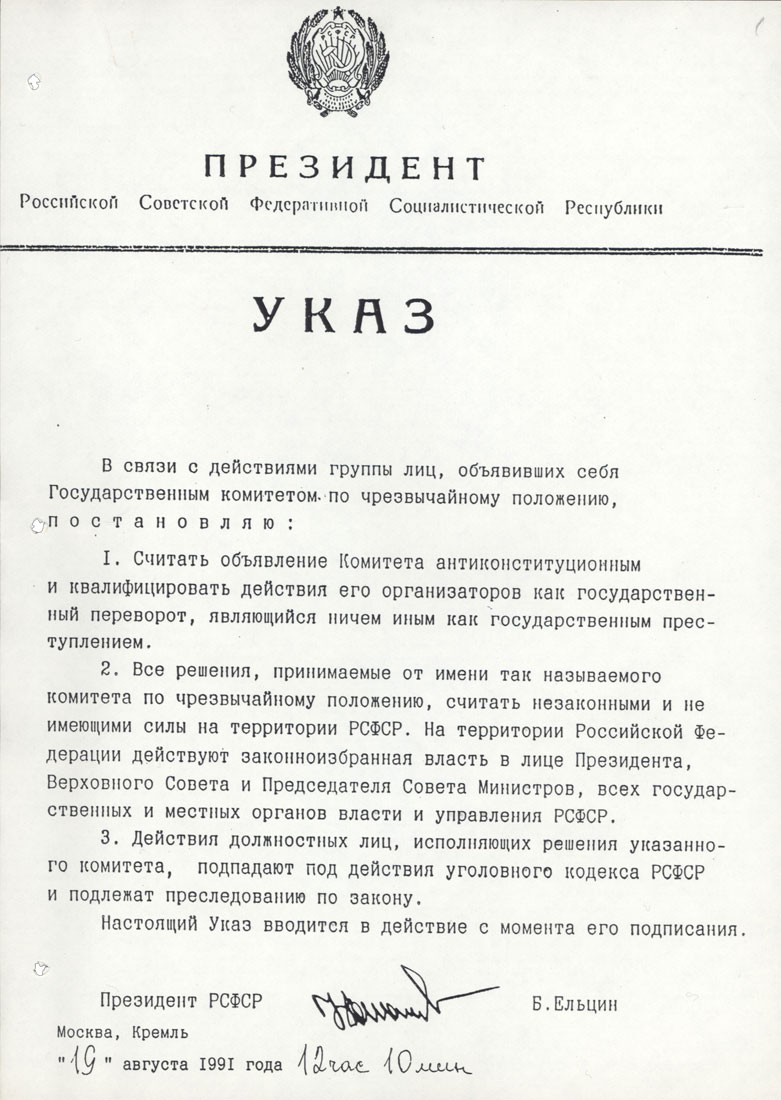
Decreto di Boris El'cin con il quale venne reso illegale il GKČP.

Alle ore 9 del 21 agosto, in un incontro con il presidente ad interim dell'URSS Janaev, fu deciso di inviare una delegazione, composta da Luk'janov, Jazov, Ivaško e Krjučkov, per incontrare Gorbačëv a Foros.
Verso le 16:00, il Presidium del Soviet Supremo dell'URSS, presieduto dal presidente del Soviet dell'Unione Ivan Laptev, adottò una risoluzione in cui venne dichiarata illegale l'effettiva rimozione del presidente dell'URSS dalle sue funzioni e fu chiesto al vicepresidente di annullare i decreti e le decisioni dello stato di emergenza ritenuti giuridicamente invalidi dal momento della loro firma.
Alle 16:52, il vice presidente della RSFSR Aleksandr Ruckoj e il primo ministro della RSFSR Ivan Silaev incontrarono Gorbačëv. Poco dopo, la delegazione del GKČP arrivò alla dacia presidenziale in Crimea ma Gorbačëv la respinse e chiese di ripristinare la comunicazione con il mondo esterno. Allo stesso tempo, il presidente a interim dell'URSS Janaev firmò un decreto in cui si dichiarò lo scioglimento del Comitato statale dello stato di emergenza statale, l'annullamento di tutte le sue decisioni e si dimise dalla sua carica.
Alle 22:00, il procuratore generale della RSFSR Valentin Stepankov emise un ordine d'arresto degli ex membri del GKČP.
A mezzanotte, Michail Gorbačëv tornò a Mosca da Foros insieme a Ruckoj e Silaev su un aereo Tu-134. Dopo esser partiti da Foros, Krjučkov, Jazov e Tizjakov furono subito arrestati.
Alle sei del mattino, il vicepresidente Gennadij Janaev fu detenuto nel suo ufficio e portato nell'ufficio del procuratore della RSFSR.
Alle 10:00 si svolse una riunione del Presidium del Soviet Supremo dell'URSS sotto la guida dei presidenti delle camere del Soviet Supremo dell'URSS Ivan Laptev e Rafiq Nishonov. Il Presidium accettò di perseguire e arrestare i deputati del popolo dell'URSS Oleg Baklanov, Vasilij Starodubcev, Valerij Boldin, Valentin Varennikov e Oleg Šenin. I membri del disciolto GKČP e i loro aiutanti furono trasferiti nella prigione di Matrosskaja tišina a Mosca.
Il 14 gennaio 1992, dopo la dissoluzione dell'Unione Sovietica l'indagine sul caso GKČP fu completata e il 7 dicembre dello stesso anno i materiali del caso furono trasferiti al procuratore generale della Federazione Russia per l'approvazione dell'atto d'accusa, firmato esattamente una settimana dopo. Nel gennaio 1993, dopo il completamento delle indagini e la familiarizzazione con i volumi del nuovo procedimento penale, tutti gli accusati furono rilasciati dalla custodia con il divieto di lasciare il Paese.

## Processo
Il processo per il caso GKČP iniziò il 14 aprile 1993 con un discorso del giudice Anatolij Ukolov, il quale ricordò che gli ex membri del Comitato statale per lo stato di emergenza erano accusati di tradimento. Gli imputati iniziarono con una dichiarazione sul ritiro dell'intera composizione del Collegio militare affermando che la corte russa non era il successore legale della Corte Suprema dell'URSS e non aveva il diritto di prendere in considerazione i casi dei più alti ranghi dell'ex Unione Sovietica. Le parti cercarono di contestare l'intera composizione dei pubblici ministeri sotto la guida di Ėduard Denisov. Gli avvocati si offrirono per esaminare il caso in un processo con giuria. Henrich Padva, avvocato di Luk'janov, affermò che i giudici avrebbero potuto avere degli interessi riguardo al caso, e per il giudice militare "sarà difficile valutare la testimonianza del suo superiore" ovvero il ministro della difesa russo Pavel Gračëv, che era uno dei testimoni dell'accusa. Dopo la pausa, il collegio militare respinse le istanze degli imputati e dei loro avvocati di impugnare la composizione del tribunale. Ukolov affermò che il Collegio militare "non vede alcuna base giuridica" per soddisfare tali richieste e sottolineò che la Corte Suprema della Russia era il successore plenipotenziario della Corte Suprema dell'URSS. Pertanto, anche la richiesta degli imputati e dei loro avvocati di creare un tribunale o una giuria interstatale speciale per esaminare il caso GKČP è stata respinta. In conclusione, Ukolov osservò che Pavel Gračëv per i giudici del Collegio militare "non è il loro diretto superiore". Luk'janov dichiarò che se il tribunale non avesse soddisfatto la sua richiesta, si sarebbe rifiutato di testimoniare. Dopo l'adozione, il 23 febbraio 1994, della risoluzione della Duma di Stato dell'Assemblea federale "Sulla dichiarazione di amnistia politica ed economica", il Collegio militare della Corte suprema della Federazione Russa giunse alla conclusione che era necessario porre fine al processo nel "caso GKČP", ma un tribunale superiore annullò questa decisione e rinviò il caso per un nuovo processo.
Il 6 maggio 1994 terminò il processo ai membri del GKČP e l'amnistia fu estesa a tutti gli imputati, mentre il generale dell'esercito Varennikov, contrario a questa decisione, fu assolto l'11 agosto 1994 per mancanza di corpus delicti. Come scrisse Varennikov, il resto degli imputati aveva accettato l'amnistia per sostenere la prima decisione indipendente del nuovo parlamento russo. Oleg Šenin, che accettò l'amnistia, scrisse una lettera alla Duma di Stato nella quale dichiarò di non ammettere la sua colpa. Dmitrij Jazov affermò che non poteva rifiutare l'amnistia, come il suo vice Varennikov, perché altrimenti sarebbe stato condannato per aver danneggiato l'asfalto delle strade di Mosca con i carri armati. Gennadij Janaev spiegò il motivo per cui accettò l'amnistia:

### Complici e simpatizzanti
Secondo le indagini, dopo il fallimento del GKČP, furono perseguite e arrestate alcune persone, oltre ai membri ufficiali, che avevano contribuito attivamente al Comitato. Tra i complici vi erano:
- Genij Evgen'evič Ageev — colonnello generale, primo vicepresidente del KGB
- Sergej Fëdorovič Achromeev — maresciallo dell'Unione Sovietica, consigliere del presidente dell'URSS Michail Sergeevič Gorbačëv per gli affari militari
- Valerij Ivanovič Boldin — capo del dipartimento generale del Comitato Centrale del PCUS, capo di gabinetto del presidente dell'URSS
- Valentin Ivanovič Varennikov — generale dell'esercito, comandante in capo delle forze di terra, viceministro della difesa dell'URSS
- Vjačeslav Vladimirovič Generalov — maggior generale, capo della sicurezza presso la residenza di Gorbačëv a Foros
- Anatolij Ivanovič Luk'janov — presidente del Soviet Supremo dell'URSS; il suo appello fu trasmesso in televisione e radio insieme ai principali documenti del GKČP
- Vladimir Timofeevič Medvedev — maggior generale, capo della sicurezza di Gorbačëv
- Oleg Semënovič Šenin — membro del Politburo del Comitato Centrale del PCUS, segretario del Comitato Centrale del PCUS
- Jurij Anatol'evič Prokof'ev — membro del Politburo del Comitato Centrale del PCUS, primo segretario del comitato cittadino di Mosca del PCUS
- Nikolaj Vasil'evič Kalinin — colonnello generale, comandante del distretto militare di Mosca, comandante militare del GKČP a Mosca
- Nikolaj Efimovič Kručina — amministratore del Comitato Centrale del PCUS
- Viktor Fëdorovič Gruško — colonnello generale, primo vicepresidente del KGB
- Valentin Aleksandrovič Kupcov — primo segretario del Comitato Centrale del Partito Comunista della RSFSR, segretario del Comitato Centrale del PCUS, capo del dipartimento del Comitato Centrale del PCUS per il lavoro con le organizzazioni sociali e politiche

Il leader del Partito Liberal-Democratico di Russia (durante gli eventi descritti, Partito Liberal-Democratico dell'Unione Sovietica) Vladimir Žirinovskij appoggiò pubblicamente il GKČP e definì i loro oppositori "la feccia della società", ma non fu arrestato perché al momento dei fatti non ricopriva cariche pubbliche.
Dopo la sconfitta e l'auto-scioglimento del GKČP, Pugo (insieme alla moglie),Achromeev e Kručina si suicidarono; nonostante Kručina non fosse presente in alcun modo nei documenti del GKČP o nelle sue attività. Il sostegno passivo al GKČP, sotto forma di approvazione delle sue azioni, venne fornito anche dal Gabinetto dei ministri dell'URSS (ad eccezione del ministro della cultura Nikolaj Gubenko) e dalla maggior parte dei membri del Politburo del Comitato Centrale del PCUS (tranne Egor Stroev e Galina Semënova).
Secondo le memorie di Jurij Prokof'ev, il segretario del Comitato Centrale Jurij Manaenkov partecipava alla preparazione delle decisioni del GKČP e le poneva all'attenzione degli organi statali, ma non fu mai stato assicurato alla giustizia.
I leader delle autorità repubblicane nella maggior parte dei casi non entrarono in aperto confronto con il GKČP, ma sabotarono le sue azioni. Un aperto sostegno al GKČP fu espresso dal presidente del Soviet Supremo della RSS Bielorussa Nikolaj Dementej, dal primo segretario del Comitato Centrale del Partito Comunista dell'Ucraina Stanislav Hurenko, mentre il leader della RSFS Russa El'cin e della RSS Kirghisa Askar Akayev si dichiararono apertamente oppositori. Nelle repubbliche baltiche, la direzione del Partito Comunista della Lituania (Mykolas Burokevičius), del Partito Comunista della Lettonia (Alfrēds Rubiks) e dell'Intermovimento estone (Jevgeni Kogan) appoggiarono il GKČP. In un'intervista per la CNN del 23 agosto 1991, alla domanda riguardo al ruolo di Gorbačëv nel colpo di stato, il presidente della Georgia Zviad Gamsakhurdia affermò:

## Parere degli ex membri del GKČP
Anatolij Luk'janov
Gennadij Janaev
Vladimir Krjučkov
Valentin Pavlov

## Eventi successivi
Il 19 agosto 2016, in occasione dell'anniversario dell'istituzione del GKČP, il consigliere di giustizia della Federazione Russa ed ex procuratore generale dell'URSS Aleksandr Sucharev espresse un'analisi giuridica nella quale indicò che il GKČP venne creato in conformità con i requisiti dell'articolo 127.7 della Costituzione dell'URSS ed era un ente statale legale, e il gruppo di Boris El'cin avrebbe dovuto essere considerato cospirativo.